# Iglesia de Nuestra Señora del Henar (Valladolid)
La iglesia de Nuestra Señora del Henar es un templo moderno ubicado en Valladolid. Se encuentra en el barrio Huerta del rey
- Datos: Q5909699